# دوشان دوكيتش
دوشان دوكيتش (بالصربية: Душан Ђокић)‏ هو لاعب كرة قدم صربي في مركز الهجوم، ولد في 20 فبراير 1980 في Prokuplje ‏ في صربيا. شارك مع منتخب صربيا لكرة القدم. أما مع النوادي، فقد لعب مع النجم الأحمر بلغراد ودينامو بانتشيفو وراد بيوغراد وزاغويمبيه لوبين وكلوب بروج ونادي أسترا جورجو ونادي أوبليتش ونادي أومونيا ونادي نجران.

## وصلات خارجية
- دوشان دوكيتش على موقع قاعدة بيانات كرة القدم.إي يو (الإنجليزية)
- دوشان دوكيتش على موقع Soccerway.com (الإنجليزية)
- دوشان دوكيتش على موقع عالم كرة القدم.نت (الإنجليزية)